# Angelo Pedroni
Angelo Paolo Pedroni (Cremona, 6 ottobre 1943) è un ex canoista italiano.

## Biografia
Nato nel 1943 a Cremona, a 21 anni ha partecipato ai Giochi olimpici di Tokyo 1964, nel K4 1000 m insieme a Claudio Agnisetta, Cesare Beltrami e Cesare Zilioli, passando le batterie al ripescaggio (2º in 3'21"36), dopo essere arrivato 5º con il tempo di 3'25"32, e superando le semifinali da 3º in 3'24"84, prima di concludere 6º in finale con il tempo di 3'19"32.